# زیلتس (مکلنبورگ-فورپومرن)
زیلتس (به آلمانی: Silz) یک شهر در آلمان است که در مکلنبورگیشه زنپلاته واقع شده‌است. زیلتس ۳۷۲ نفر جمعیت دارد.